# Брохес, Михаил Борисович
Михаил Борисович Брохес (14 июня 1909, Слоним, Гродненская губерния, Российская империя — 9 мая 1996, Москва, Россия) — пианист-концертмейстер, педагог. Заслуженный артист Российской Федерации (1992).

## Биография
Родился в семье страхового агента общества «Саламандра» Бориса Ароновича Брохеса. В 1914 году семья переехала в Могилёв. Окончил Первую государственную музыкальную школу им. Н. А. Римского-Корсакова в Могилёве (1924). Учился на отделении клавишных инструментов исполнительского факультета Ленинградской консерватории по классу «пианист-солист и ансамблист» (1925—1931) и в аспирантуре на фортепианно-педагогическом факультете у М. М. Черногорова (1934—1938); также он учился у С. И. Савшинского. Не закончив аспирантуры, М. Б. Брохес устраивается преподавателем на дирижёрско-хоровом факультете (1937—1941). В 1930-х Брохес работал солистом и аккомпаниатором Ленинградского общества камерной музыки (1931—1933), в Вечерней рабочей консерватории (1931—1935), на рабфаке (1938—1941) и в музыкальном секторе Ленинградского радиокомитета (1938—1941). В августе 1941 эвакуировался с консерваторией в Ташкент и сразу по прибытии взял годичный отпуск на 1941/1942 учебный год. В октябре 1942 года был уволен из консерватории как не явившийся из отпуска.
В 1943 году он познакомился с А. Н. Вертинским, с которым много гастролировал по всей стране. Их сотрудничество длилось вплоть до смерти Вертинского в 1957 году.
Впоследствии выступал с другими исполнителями, в том числе с Д. Я. Пантофель-Нечецкой, М. О. Рейзеном, П. Г. Лисицианом, Л. О. Гриценко, с известным чтецом Г. Сорокиным и др. С 1950-х по 1990-е годы состоял солистом «Москонцерта».
Позже Брохес подготовил сольную программу «Четырнадцать лет с Вертинским», в которой играл и пел, очень точно имитируя сценическую манеру и тембр голоса Вертинского.
Игра М. Б. Брохеса отличалась тонким вкусом, яркой эмоциональностью и виртуозностью исполнения   .
Похоронен на Ваганьковском кладбище.

### Архивные материалы
- Личное дело М. Б. Брохеса // Архив Консерватории, д.18
- Личная карточка М. Б. Брохеса // Архив Консерватории, д.41
- Документы по эвакуации сотрудников за 1941 год // Архив Консерватории, д.234
- Приказы по Консерватории за 1941—1942 гг. // Архив Консерватории, д.254, л.130, 254